# Aeroportul Municipal Virgil I. Grissom
Aeroportul Municipal Virgil I. Grissom (IATA: BFR, ICAO: KBFR, FAA LID: BFR) este un aeroport din Indiana, Statele Unite ale Americii ce deservește zona Bedford⁠(d).
Situat la o altitudine de 222 m, aeroportul dispune de 2 piste.

## Infrastructură

### Piste
Aeroportul dispune de 2 piste. Pista 13/31 are suprafața de asfalt și dimensiunile 4.501 picioare × 100 picioare. Pista 06/24 are suprafața de asfalt și dimensiunile 3.089 picioare × 70 picioare. 